# Prokles (Sohn des Pityreus)
Prokles (altgriechisch Προκλῆς = Herausforderer) war in der griechischen Mythologie der Sohn des Pityreus, des Königs von Epidauros, und Enkel des Ion, des Stammvaters der Ionier. Als der Dorer Deiphontes Epidauros erobern wollte, übergab Pityreus kampflos die Stadt und übersiedelte nach Athen. Prokles führte die Epidaurer nach Samos und regierte nach Tembrion als König über die Insel. Nach anderer Überlieferung war er jedoch Archon und brachte das erste anthropomorphe Abbild der Göttin Hera mit und weihte es im Heraion von Samos. Sein Nachfolger wurde sein Sohn Leogoros.